# Leopold Gierek
Leopold Gierek (ur. 15 listopada 1952) – polski działacz opozycji w okresie PRL, równocześnie tajny współpracownik Służby Bezpieczeństwa.

## Życiorys
Był pracownikiem Zakładów Remontowych Maszyn Budowlanych „ZREMB” w Radomiu. Uczestniczył w protestach radomskich w czerwcu 1976. 26 czerwca 1976 został w trybie przyspieszonym skazany za czyn z art. 236 ówczesnego kodeksu karnego (znieważenie funkcjonariusza publicznego) na karę 1 roku pozbawienia wolności oraz 1000 zł nawiązki na rzecz PCK. Wbrew prawu PRL za to samo zachowanie, opisane przez prokuraturę jako obrzucanie kamieniami funkcjonariuszy MO i zakwalifikowane jako czyn z art. 275 ówczesnego kodeksu karnego (udział w zbiegowisku publicznym, którego uczestnicy wspólnymi siłami dopuszczają się gwałtownego zamachu na osobę lub mienie) został ponownie postawiony w stan oskarżenia. Jego proces rozpoczął się 1 września 1976, a 1 października 1976 wymierzono mu karę 2 lat pozbawienia wolności w zawieszeniu na 3 lata, 10 tys. złotych grzywny oraz nałożono obowiązek wykonywania nieodpłatnej dozorowanej pracy w wymiarze 20 godzin. Rozprawę z jego udziałem obserwowali działacze tworzącego się tym czasie Komitetu Obrony Robotników, m.in. Ludwik Dorn, Jan Tomasz Lipski, Antoni Macierewicz. Był sygnatariuszem skargi represjonowanych na sposób działania władz po wydarzeniach czerwcowych złożonej do Prokuratury Generalnej 1 grudnia 1976.  Pod koniec listopada 1976 został jednak zwerbowany do współpracy przez Służbę Bezpieczeństwa jako TW „Aster”. Wymierzony mu wyrok z 1 października 1976 został uchylony przez sąd II instancji w dniu 22 lutego 1977, a postępowanie w tym zakresie umorzono, z uwagi na stwierdzoną powagę rzeczy osądzonej (istnienie wcześniejszego wyroku, co do tego samego czynu). 
Wiosną 1977 uczestniczył w spotkaniach, które z ramienia KOR-u organizował w radomskim środowisku robotniczym Jan Lityński. Należał do niewielkiej grupy współpracowników Komitetu Samoobrony Społecznej „KOR” w Radomiu, jednocześnie infiltrując to środowisko. Od drugiego numeru był członkiem redakcji pisma Robotnik, powstałego we wrześniu 1977, stanął także na czele tzw. Radomskiej Komórki Robotnika powstałej 4 listopada 1977, która jednak nie rozwinęła szerszej działalności z uwagi na kontrolę SB. Należał do sygnatariuszy apelu Wolnych Związków Zawodowych i jak to określono działaczy "niezależnego ruchu robotniczego" z 18 czerwca 1978 wzywającego ludzi pracy w całej Polsce do "aktywnej solidarności" z walką o swobodę zrzeszania się w niezależnych związkach zawodowych. Równocześnie był jednym z najwyżej ocenianych źródeł informacji radomskiej SB, m.in. pozwolił jej przejąć kontrolę nad dystrybucją prasy KOR-owskiej, uniemożliwił powstanie Wolnych Związków Zawodowych w Radomiu. W okresie do listopada 1979 SB przejęła ok. 8,5 tysiąca różnego rodzaju wydawnictw podziemnych przeznaczonych do kolportażu w tym mieście. Był za to wynagradzany pieniężnie. Od maja 1979 jako TW „Aster” i następnie TW „Boniecki” uczestniczył w operacji SB wymierzonej przeciwko Komitetowi Samoobrony Chłopskiej Ziemi Grójeckiej i ks. Czesławowi Sadłowskiemu, w wyniku której przejęto znaczne ilości wydawanych przez ten komitet wydawnictw podziemnych, a w nocy z 31 stycznia na 1 lutego 1980 skonfiskowano działający w pomieszczeniach parafialnych powielacz. Za ten ostatni sukces otrzymał specjalną nagrodę w kwocie 5000 ówczesnych złotych.
W grudniu 1980 został członkiem zarządu Międzyzakładowego Komitetu Założycielskiego NSZZ „Solidarność” Region Ziemia Radomska (istniejącego do czerwca 1981), należał do kręgu bliskich współpracowników przewodniczącego MKZ Andrzeja Sobieraja, zajmował się m.in. finansami MKZ i sprzedażą znaczków związku. Był też członkiem Komisji Rehabilitacyjnej „Czerwiec 76”. W czerwcu 1981 został członkiem radomskiego Komitetu Obrony Więzionych za Przekonania. Równocześnie składał SB szczegółowe raporty z działalności związku jako TW „Radomiak”. Ks. Czesław Sadłowski informował radomskich związkowców o swoich podejrzeniach odnośnie do tej współpracy. Leopold Gierek został zatrzymany przez SB w czasie strajku okupacyjnego w budynku Wojewódzkiej Rady Związków Zawodowych w listopadzie 1980, co pomogło odsunąć od niego takie wątpliwości.
Po ogłoszeniu stanu wojennego był od 13 do 24 grudnia 1981 internowany. W 1982 planowano wykorzystanie go jako świadka oskarżenia w procesie przeciwko członkom Komitetu Samoobrony Społecznej „KOR”, Jackowi Kuroniowi, Adamowi Michnikowi, Henrykowi Wujcowi i Zbigniewowi Romaszewskiemu. Był przesłuchiwany w śledztwie, natomiast do przesłuchań na rozprawie nie doszło wobec ogłoszonej amnestii.
Jako tajny współpracownik był zarejestrowany pod pseudonimami „Aster”, „Boniecki”, „Jabłońska” i „Radomiak” do 1986. 
Nie ustosunkował się wprost do zarzutów o współpracę z SB, oświadczając, że nikomu nie szkodził i zachowywał się przyzwoicie.
Po 1989 prowadził w Radomiu firmę porządkową.